# Kaschgoraziege
Kaschgoraziege (engl. Cashgora goat) ist eine Gebrauchskreuzung von männlichen Angoraziegen (Handelsbezeichnung Mohair) und weiblichen Kaschmirziegen (Handelsbezeichnung: Kaschmir) zur Gewinnung von Wollfasern.
Kaschgoraziegen werden vor allem in zwei Regionen gezüchtet: Einerseits in Neuseeland und Australien, andererseits in den zentralasiatischen Nachfolgestaaten der ehemaligen Sowjetunion, in Kasachstan, Kirgisistan und Tadschikistan. Die Zuchtlinien wurden unabhängig voneinander begründet, so dass es sich nicht um eine definierte Ziegenrasse handelt. Der Name Kaschgora (engl. Cashgora) wird vor allem für eine bestimmte Qualität von Wollfasern der Ziegen verwendet. Erste Verwendung des Namens soll 1972 durch eine australische Züchterin erfolgt sein. Als Kaschgora wird auch gröbere Wolle bestimmter Kaschmirziegen gehandelt.
Das Haar der Kaschgoraziege gleicht in Länge und Festigkeit dem Mohair, hinsichtlich Feinheit, Weichheit und Glanz dem Kaschmir. Für das Jahr 2023 werden Preise von 12 bis 30 Euro pro Kilogramm angegeben. Kaschgora wurde im Jahr 1988 durch die IWTO International Wool Textile Organisation standardisiert und damit die industrielle Verwendung erleichtert. 
Kaschgora wurde in der Sowjetunion in größeren Mengen produziert, aber nicht international gehandelt. Die internationale Nachfrage ist begrenzt. Für das Jahr 1986 wird eine Weltproduktion von 50 Tonnen angegeben.